# Politzer
A Politzer német eredetű zsidó családnév, amely származási helyre utalhat: Politz több település német neve a mai Csehországban, Lengyelországban. Többek között Police nad Metují és Police (Csehország, Náchodi járás illetve Vsetíni járás). 2014-es adatok szerint a legtöbb Politzer nevet viselő az Egyesült Államokban él (362 fő) és lakosságarányosan Izraelben a legelterjedtebb név.

## Híres Politzer nevű személyek
Politzer
- Politzer Ádám (1835–1920) zsidó származású magyar-osztrák orvosprofesszor
- Georges Politzer (1903–1942), zsidó származású magyar-francia filozófus és marxista teoretikus
- Hugh David Politzer (1949) zsidó származású amerikai elméleti fizikus
- Péter Rózsa (1905–1977) Politzer Rózsa, zsidó származású magyar matematikus
- Politzer Zsigmond (1852–1924) újságíró, politikus

Pollitzer
- Pollitzer Adolf (1832–1900) zsidó származású magyar hegedűművész